# McGinnis-Gletscher
Der McGinnis-Gletscher ist ein Talgletscher in der nördlichen Alaskakette in Alaska (USA). 

## Lage
Der Der 12,6 km lange McGinnis-Gletscher befindet sich im Osten der Hayes Range. Das Nährgebiet des Hauptgletschers befindet sich an der Ostflanke des McGinnis Peak auf einer Höhe von etwa 2400 m. Der Hauptgletscher fließt in nordnordöstlicher Richtung und trifft oberhalb seinem unteren Ende auf einen größeren linken Tributärgletscher, der seinen Ursprung an der Nordflanke des McGinnis Peak hat. Am unteren Ende auf einer Höhe von etwa 1100 m erreicht der Gletscher eine maximale Breite von etwa 1400 m und weist eine östliche Ausrichtung auf. Das Schmelzwasser erreicht über einen 12 km langen namenlosen Fluss den Delta River.